# Felipe de Hachberg-Sausenberg
El margrave Felipe de Hachberg-Sausenberg (1454 – Montpellier, Francia, 9 de septiembre de 1503) gobernó entre 1487-1503 como margrave de Hachberg-Sausenberg y conde de Neuchâtel. A partir de 1466 se denominó a sí mismo Señor de Badenweiler. Era hijo del margrave Rodolfo IV de Hachberg-Sausenberg y Margarita de Vienne.

## Familia
Como parte de su alianza con Francia, Felipe se casó con María de Saboya, hija de Amadeo IX de Saboya y una de las sobrinas de Luis XI de Francia, alrededor de 1476 o 1478. Al morir Felipe, la línea masculina de la familia Hachberg-Sausenberg se extinguió.
El padre de Felipe, Rodolfo IV, había comenzado negociaciones con la rama principal de la Casa de Zähringen (de la que la línea Hachberg-Sausenberg de Rodolfo era una rama cadete), que gobernaba el margraviato de Baden sobre la posibilidad de un tratado hereditario. Felipe continuó las negociaciones con Cristóbal I de Baden y el 31 de agosto de 1490 llegaron a un acuerdo de herencia recíproca. El tratado se conoce como el "Rötteln Match". El fondo de este tratado era que Cristóbal I pretendía que su hijo y heredero Felipe I se casara con Juana, la heredera de Hachberg-Sausenberg. Este matrimonio no se materizalizó debido a la presión política del rey francés.
Su hija, Juana (h. 1485-1543), se convirtió en condesa de Neuchâtel en Suiza al morir su padre en 1503, mientras que Cristóbal obtuvo Sausenberg, Rötteln, Badenweiler y Schopfheim. En 1504, se casó con Luis de Orleans-Longueville, quien, no habiendo heredado aún de su padre el ducado de Longueville, pasó a ser conocido, jure uxoris, como el Marquis de Rothelin (Rötteln), Después de que Juana falleciera en 1543, su hijo Francisco asumió el título de Marquis de Rothelin, comenzando de esta manera la rama secundaria de Orléans-Rothelin. Juana y la Casa de Orléans-Longueville protestaron contra el tratado de Rötteln e intentaron reunir apoyo para su causa dentro de los cantones suizos de Soleura, Lucerna, Friburgo y Berna. La disputa se arregló en 1581, con la Casa de Baden pagando 225.000 florines a la Casa de Orléans-Longueville, pero asegurando al bisnieto de Cristóbal, el margrave Jorge Federico de Baden-Durlach, Sausenberg, Rötteln y Badenweiller en 1584.

## Dominio territorial
En 1493 Felipe perdió sus territorios en el condado de Borgoña a causa de su estrecha conexión con la corte francesa. El rey francés lo nombró entonces gobernador y gran senescal de Provenza.

## Otras actividades
En 1474 y 1475, participó en los asedios borgoñones a Neuss y Nancy; en 1476 luchó con Carlos el Temerario en las batallas de Grandson y Murten.
Después de la derrota de Carlos el Temerario en la batalla de Nancy de 1477, el margrave Felipe se alejó de Borgoña y se alineó con Francia en un esfuerzo por evitar perder sus posesiones borgoñonas. En 1484, Felipe asistió a la coronación del rey francés Carlos VIII en Reims.
El rey envió a Felipe a Suiza como negociador. Felipe fue nombrado mariscal de Borgoña (que se había convertido en una posesión francesa después de la batalla de Nancy) y Felipe de Hochberg, como se le llamaba en Francia, tuvo una fuerte influencia en la política de allí. En 1484, fue nombrado chambelán y en 1489, se convirtió en miembro del Consejo Real de Francia. En 1499, luchó en el lado de los franceses, mientras que sus súbditos de Rötteln combatieron en el ejército imperial.
En 1494 Felipe inauguró una nueva mansión en su castillo de Rötteln. El interior del palacio en Neuchâtel se le atribuye también a él.
Murió en Montpellier, a los 59 años de edad.